# Miroslav Vitouš
Miroslav Vitouš (Prága, 1947. december 6. –) cseh nagybőgős.

## Pályakép
Miroslav Ladislav Vitouš Prágában született. Hatévesen kezdett hegedülni, majd tízéves korában zongorázni. Tizennégy évesen basszusgitározni kezdett. Alkalmanként zongorázik is, mivel az 1978-ban Terje Rypdallal és Jack DeJohnette-tel triókban dolgoztak egy albumon, ami Terje Rypdal/Miroslav Vitous/Jack DeJohnette címmel jelent meg.
Joe Zawinullal és Wayne Shorterrel a Weather Report társalapítója. Basszusgitáron játszik a Weather Report felvételein.
Alphonso Johnson társa volt a Mysterious Traveler albumon, majd megalakította saját együttesét is. Együttműködött Jan Garbarekkel, Chick Coreaval és Michel Petruccianival is.
Főleg a nagybőgőnek szentelte magát, de elismert basszusgitáros is.

## Albumok
- Infinite Search (Mountain in the Clouds) (1969)
- Purple (1970)
- Magical Shepherd (1976)
- Miroslav (1976)
- Majesty Music (1979)
- Guardian Angels (1978)
- First Meeting (1979)
- Miroslav Vitous Group (1980)
- Journey's End (1982)
- Emergence (1985)
- Miroslav Vitous & Larry Coryell (Dedicated to Bill Evans and Scott La Faro) (1987)
- Atmos (1992)
- Conviction: Thoughts of Bill Evans (2000)
- Universal Syncopations (2003)
- Universal Syncopations 2 (2007)
- Remembering Weather Report (2009)
- Music of Weather Report és Gary Campbell, Roberto Bonisolo, Aydin Esen, Gerald Cleaver, Nasheet Waits (2016)
- Wings (For Tune; duet with Adam Pierończyk (2015)
- Ad-lib Orbits duet with Adam Pierończyk  (2017)
- Miroslav Vitous & Emil Viklický: Moravian Romance Recorded Live at the Brno Jazz Festival (2018)

#### Újrakevert 24 bites CD
1. Steps – What Was
2. Matrix
3. Now He Sings – Now He Sobs
4. Now He Beats the Drum – Now He Stops
5. The Law of Falling and Catching Up
6. Samba Yantra
7. Bossa
8. I Don’t Know
9. Fragments
10. Windows
11. Gemini
12. Pannonica
13. My One and Only Love